# Ашпах
Ашпах (Бакнанг) (нім. Aspach (bei Backnang)) — комуна в Німеччині, у землі Баден-Вюртемберг.
Підпорядковується адміністративному округу Штутгарт. Входить до складу району Ремс-Мур. Населення становить 7 955 осіб (на 31 грудня 2012 року). Займає площу 35,46 км². Офіційний код — 08 1 19 087.

## Спорт
- У місті є футбольний клуб «Зонненгоф Гросашпах», що виступає у нижчих дивізіонах Німеччини.